# Третья космическая скорость
Тре́тья косми́ческая ско́рость — минимальная скорость, которую необходимо придать находящемуся вблизи поверхности Земли телу, чтобы оно могло преодолеть гравитационное притяжение Земли и Солнца и покинуть пределы Солнечной системы. Примерно равна 16,65 км/с.

## Вычисление
Для того, чтобы покинуть пределы Солнечной системы с орбиты Земли, ракета массой {\displaystyle m} должна обладать скоростью относительно Солнца {\displaystyle v_{C}}, определяемой законом сохранения энергии
{\displaystyle {\frac {mv_{C}^{2}}{2}}=G{\frac {mM_{C}}{R_{ZC}}},}
где {\displaystyle M_{C}} — масса Солнца, {\displaystyle R_{ZC}} — радиус земной орбиты. Отсюда требуемая скорость ракеты относительно Солнца
{\displaystyle v_{C}={\sqrt {\frac {2GM_{C}}{R_{ZC}}}}.}
Ракета вследствие движения вместе с Землёй по орбите вокруг Солнца уже обладает скоростью вращения Земли вокруг Солнца, которую можно найти, применив второй закон Ньютона:
{\displaystyle G{\frac {M_{C}m}{R_{ZC}^{2}}}={\frac {mv_{Z}^{2}}{R_{ZC}}},}
откуда
{\displaystyle v_{Z}={\sqrt {\frac {GM_{C}}{R_{ZC}}}}.}
Следовательно, при разгоне ракеты в направлении вектора скорости движения Земли по её орбите вокруг Солнца скорость космической ракеты {\displaystyle v_{RZ}} относительно Земли для выхода за пределы Солнечной системы должна быть равна
{\displaystyle v_{RZ}=v_{C}-v_{Z}=v_{Z}({\sqrt {2}}-1).}
Для того, чтобы удалить корабль из поля тяготения Земли, ему надо сообщить вторую космическую скорость
{\displaystyle v_{2}={\sqrt {\frac {2GM_{Z}}{R_{Z}}}}.}
Следовательно, кинетическая энергия {\displaystyle E_{k}}, которую надо сообщить космическому кораблю для того, чтобы он покинул Солнечную систему, складывается из кинетической энергии {\displaystyle E_{2}}, необходимой для того, чтобы покинуть поле тяготения Земли и кинетической энергии {\displaystyle E_{RZ}}, необходимой для того, чтобы он с орбиты Земли покинул поле тяготения Солнца
{\displaystyle {\frac {mv_{3}^{2}}{2}}={\frac {mv_{2}^{2}}{2}}+{\frac {mv_{RZ}^{2}}{2}},}
откуда {\displaystyle v_{3}={\sqrt {v_{2}^{2}+v_{RZ}^{2}}}}.
Отсюда приходим к формуле:
{\displaystyle v_{3}={\sqrt {({\sqrt {2}}-1)^{2}v_{Z}^{2}+v_{2}^{2}}},}
где {\displaystyle v_{Z}} — орбитальная скорость планеты, {\displaystyle v_{2}} — вторая космическая скорость для планеты.
Подставляя численные значения (для Земли {\displaystyle v_{Z}} = 29,783 км/с, {\displaystyle v_{2}} = 11,182 км/с), найдём
{\displaystyle v_{3}\approx } 16,650 км/с.

## Практическое достижение
При старте с Земли, наилучшим образом используя осевое вращение (≈0,5 км/с) и орбитальное движение планеты (≈29,8 км/с), космический аппарат может достичь третьей космической скорости уже при ~16,6 км/с относительно Земли. Для исключения влияния атмосферного сопротивления предполагается, что космический аппарат приобретает эту скорость за пределами атмосферы Земли. Наиболее энергетически выгодный старт для достижения третьей космической скорости должен осуществляться вблизи экватора, движение объекта должно быть сонаправлено осевому вращению Земли и орбитальному движению Земли вокруг Солнца, то есть запуск следует производить в местную полночь на космодроме. При этом скорость движения аппарата относительно Солнца составит
29,8 + 16,2 + 0,5 = 46,5 км/с.
Траектория аппарата, достигшего третьей космической скорости, будет частью ветви параболы, а скорость относительно Солнца будет асимптотически стремиться к нулю.
На начало 2023 г. ни один космический аппарат не покидал окрестностей Земли с третьей космической скоростью. Наибольшей скоростью покидания Земли обладал КА Новые горизонты; эта скорость составила 16,26 км/с (гелиоцентрическая скорость 45 км/с), что меньше третьей космической на 0,34 км/с. Но за счёт гравитационного манёвра у Юпитера в 2007 году он ещё прибавил 4 км/c, что позволит ему в будущем уверенно покинуть гелиосферу. На момент окончания основной части своей миссии (исследование Плутона) КА «Новые горизонты» удалялся от Солнца с гелиоцентрической скоростью около 14 км/с . Аналогичным образом ускорялись и другие КА, уже покинувшие гелиосферу (Вояджер-1, Вояджер-2, Пионер-10 и Пионер-11). Все они покидали окрестности Земли со скоростями, существенно меньшими третьей космической.